# باشگاه فوتبال شامروک روفرز
باشگاه فوتبال شامروک روفرز (به ایرلندی: Cumann Peile Ruagairí na Seamróige) یک باشگاه فوتبال حرفه‌ای در دوبلین، ایرلند است. این باشگاه در لیگ برتر فوتبال ایرلند بازی می‌کند و موفق‌ترین باشگاه در جمهوری ایرلند است.